# Лох Кориб
Лох Кориб (на ирландски: Loch Coirb, на английски: Lough Corrib) e езеро в западната част на Република Ирландия, най-голямото в страната. Разположено е в падина с карстов произход, преудълбана от плейстоценския ледник, на 6,5 m н.в., в долината на река Кориб, която протича през него. Простира от северозапад на югоизток на протежение от 73,5 km, ширина до 16,1 km, площ 176 km². Максимална дълбочина 50,9 m. Бреговете му са предимно ниски, а на запад и северозапад – стръмни и скалисти. В езерото са разположени около 300 малки островчета. В него се вливат няколко реки, най-големи от които са Кориб (изтичаща от ецерото Лох Маск), Клер и др. От южния му ъгъл изтича река Кориб, вливаща се в залива Голуей на Атлантическия океан при град Голуей. На западния му бряг е разположено малкото градче Утерард.